# Hemistachyum brooksii
Hemistachyum brooksii là một loài thực vật có mạch trong họ Polypodiaceae. Loài này được (Copel.) Ching miêu tả khoa học đầu tiên.